# Liên đoàn Khoa học Dinh dưỡng Quốc tế
Liên đoàn Khoa học Dinh dưỡng Quốc tế hay Liên đoàn Quốc tế về Khoa học Dinh dưỡng, viết tắt tiếng Anh là IUNS (International Union of Nutritional Sciences) là một tổ chức phi chính phủ - phi lợi nhuận quốc tế hoạt động trong lĩnh vực nghiên cứu Khoa học Dinh dưỡng và ứng dụng của nó.
IUNS là thành viên Liên hiệp khoa học của Hội đồng Khoa học Quốc tế (ISC), và của Hội đồng Quốc tế về Khoa học (ICSU) trước đây. Các thành viên của IUNS đã phát triển bao gồm 83 cơ quan quốc gia và 15 tổ chức.

## Mục tiêu
Mục tiêu chính của Liên đoàn là:
- Thúc đẩy tiến bộ trong khoa học dinh dưỡng, nghiên cứu và phát triển thông qua hợp tác quốc tế ở cấp độ toàn cầu.
- Khuyến khích giao tiếp và hợp tác giữa các nhà khoa học dinh dưỡng cũng như phổ biến thông tin về khoa học dinh dưỡng thông qua công nghệ truyền thông hiện đại.[3]

## Hoạt động
IUNS là một tổ chức cho các hội dinh dưỡng trên khắp thế giới. Nó được thành lập tại Anh vào năm 1948 và bước đầu đã được chỉ đạo bởi một ủy ban điều hành nhỏ. Những lãnh đạo đầu tiên đến từ Bỉ, Giáo sư E. J. Bigwood, và Anh, Tiến sĩ Leslie J. Harris. Ban đầu, mục đích chính của Liên đoàn là hỗ trợ sự phát triển của khoa học dinh dưỡng và dinh dưỡng của con người ở khắp mọi nơi trên thế giới. Mục tiêu này không thay đổi nhiều qua các năm.
IUNS không có thành viên cá nhân, thay vì một nước có thể có một hiệp hội khoa học làm một viên đại diện gọi là một cơ quan tôn trọng của IUNS. Hiệp hội Nghiên cứu Dinh dưỡng Phần Lan đại diện cho Phần Lan. Thụy Điển, Na Uy, Đan Mạch và Iceland được gắn với các hội khoa học tương ứng như các cơ quan tôn trọng. Trong năm 2006 số lượng các cơ quan tôn trọng vượt quá 80.

## Tổ chức
Hội đồng điều hành được bầu với nhiệm kỳ 3 hoặc 4 năm.
| Nr.      | Năm  | Đại hội          | Nhiệm kỳ  | Chủ tịch               |
| -------- | ---- | ---------------- | --------- | ---------------------- |
| IUNS 22. | 2021 | Tokyo            |           |                        |
| IUNS 21. | 2017 | Buenos Aires     | 2017-2021 | Alfredo Martinez       |
| IUNS 20. | 2013 | Granada          | 2013-2017 | Anna Lartey            |
| IUNS 19. | 2009 | Bangkok          | 2009-2013 | Ibrahim Elmadfa        |
| IUNS 18. | 2005 | Durban           | 2005-2009 | R. Uauy                |
| IUNS 17. | 2001 | Vienna           | 2001-2005 | M. Wahlqvist           |
| IUNS 16. | 1997 | Montreal         | 1997-2001 | B. Underwood           |
| IUNS 15. | 1993 | Adelaide         | 1993-1997 | A. Valyasevi           |
| IUNS 14. | 1989 | Seoul            | 1989-1993 | J.E. Dutra de Oliveira |
| IUNS 13. | 1985 | Brighton         | 1985-1989 | M.K. Gabr              |
| IUNS 12. | 1981 | San Diego        | 1981-1985 | R. Buzina              |
| IUNS 11. | 1978 | Rio de Janeiro   | 1978-1981 | N.S. Scrimshaw         |
| IUNS 10. | 1975 | Kyoto            | 1975-1978 | C. Gopalan             |
| IUNS 9.  | 1972 | Mexico City      | 1972-1975 | C. den Hartog          |
| IUNS 8.  | 1969 | Prague           | 1969-1972 | P.K. Roine             |
| IUNS 7.  | 1966 | Hamburg          | 1966-1969 | C.G. King              |
| IUNS 6.  | 1963 | Edinburgh        | 1963-1966 | D.P. Cuthbertson       |
| IUNS 5.  | 1960 | Washington, D.C. | 1960-1963 | D.P. Cuthbertson       |
| IUNS 4.  | 1957 | Paris            | 1957-1960 | E.J. Bigwood           |
| IUNS 3.  | 1954 | Amsterdam        | 1954-1957 | E.J. Bigwood           |
| IUNS 2.  | 1952 | Basel            | 1952-1954 | E.J. Bigwood           |
| IUNS 1.  | 1948 | London           | 1946-1952 | E.J. Bigwood           |